# (617) Патрокл
(617) Патрокл (др.-греч. Πάτροκλος) — двойной троянский астероид Юпитера, двигающийся в точке Лагранжа L5, в 60° позади планеты, принадлежащий к редкому спектральному классу P. Он был открыт 17 октября 1906 года немецким астрономом Августом Коппфом в обсерватории Хайдельберга, Германия и назван в честь персонажа древнегреческой мифологии, участника Троянской войны Патрокла, сына Менетия и Сфенелы.
До 2001 года Патрокл считался одиночным астероидом, диаметром около 120 км. 22 сентября 2001 года в Обсерватории Джемини, которая имеет два восьмиметровых телескопа на Гавайях и в Чили, у Патрокла был обнаружен спутник, получивший обозначение S/2001 (617) 1. 2 февраля 2006 года его назвали Менетием.
В феврале 2006 года были точно измерены орбиты компонентов системы. Они вращаются вокруг общего центра масс за 4,283±0,004 дня, на расстоянии 680±20 км, по примерно круговой орбите. Сравнив свои наблюдения с инфракрасными наблюдениями телескопа «Спитцер», полученными в июне 2006 года, астрономы оценили размеры компонентов системы в 106 и 98 км, и затем они были уточнены наблюдениями обсерватории Кека: больший компонент — 122 км в диаметре — сохраняет имя Патрокла, меньший компонент — 112 км — теперь называется Менетий (Menoetius).
Патрокл считается первым открытым двойным астероидом—троянцем.
Из-за низкой плотности компонентов (0,8 г/см³), меньшей чем плотность воды, группа исследователей во главе с Ф. Марши предположила, что система Патрокла больше похожа на комету по своему составу. Есть подозрение, что многие астероиды-троянцы на самом деле — планетезимали, захваченные в точку Лагранжа системы Юпитер-Солнце во время внешней миграции планет-гигантов ~ 3,9 млрд лет назад. Этот сценарий был предложен А. Морбиделли и его коллегами в серии статей, опубликованных в мае 2005 года в журнале «Nature».
Предполагается, что исследовать Патрокл и Менетий в 2033 году будет космический аппарат Люси.